# USS LST-1138
O USS LST-1138 foi um navio de guerra norte-americano da classe LST que operou durante a Segunda Guerra Mundial.